# نیروهای آزاد هلندی

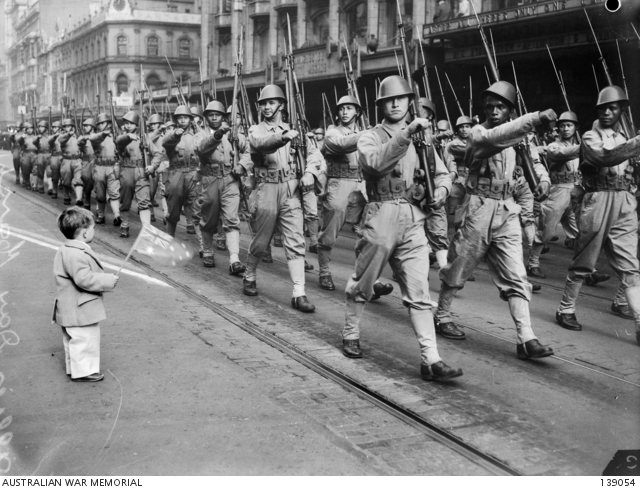
نمایی از نیروهای ارتش سلطنتی هند شرقی هلند (KNIL) که در ملبورن، استرالیا راهپیمایی کردند. - ۱۴ ژوئن ۱۹۴۳

نیروهای آزاد هلندی (انگلیسی: Free Dutch Forces) اشاره به تشکیلات نظامی هلندی دولت هلندی در تبعید و مستعمرات آن دارد که برای جنگ در کنار متفقین غربی علیه آلمان نازی و متحدانش در طول جنگ جهانی دوم و پس از تسلیم هلند در ماه مه ۱۹۴۰ تشکیل شدند.